# Jéssica Augusto
Jéssica Augusto (París, Francia, 8 de noviembre de 1981) es una atleta portuguesa de origen portugués especialista en la prueba de 10000 m, en la que llegó a ser subcampeona europea en 2010.

## Carrera deportiva
En el Campeonato Europeo de Atletismo de 2010 ganó la medalla de plata en los 10000 metros, con un tiempo de 31:25.77 segundos, llegando a meta tras la turca Elvan Abeylegesse y por delante de la neerlandesa Hilda Kibet (bronce).
Varios años después, en el Campeonato Europeo de Atletismo de 2016 ganó la medalla de bronce en la media maratón, con un tiempo de 1:10:55 segundos, llegando a meta tras su compatriota Sara Moreira (oro con 1:10:19 s) y la italiana Veronica Inglese (plata).